# 巨刺龍屬
巨刺龍屬（意為「有巨大棘刺的蜥蜴」）是種生存於晚侏羅紀的劍龍類恐龍。
在1985年，中國古生物學家歐陽輝在中國四川省自貢市的大山鋪組地層發現一個部份完整的身體骨骼，缺少頭顱骨（但有下頜）、後肢、以及尾巴。在1986年，高瑞祺等人將這些化石編入於沱江龍。在1992年，歐陽輝在一個演講的摘要裡，將這些標本列為新屬，模式種是四川巨刺龍（Gigantspinosaurus sichuanensis）。屬名意為「有龐大尖刺的蜥蜴」；種名則以四川為名。但沒有經過正式命名過程，當時普遍被認為是個無資格名稱，直到2006年科學文獻摘要才被認為是有效文獻。儘管巨刺龍處於無資格名稱的狀態，當時已有許多種巨刺龍的想像圖。

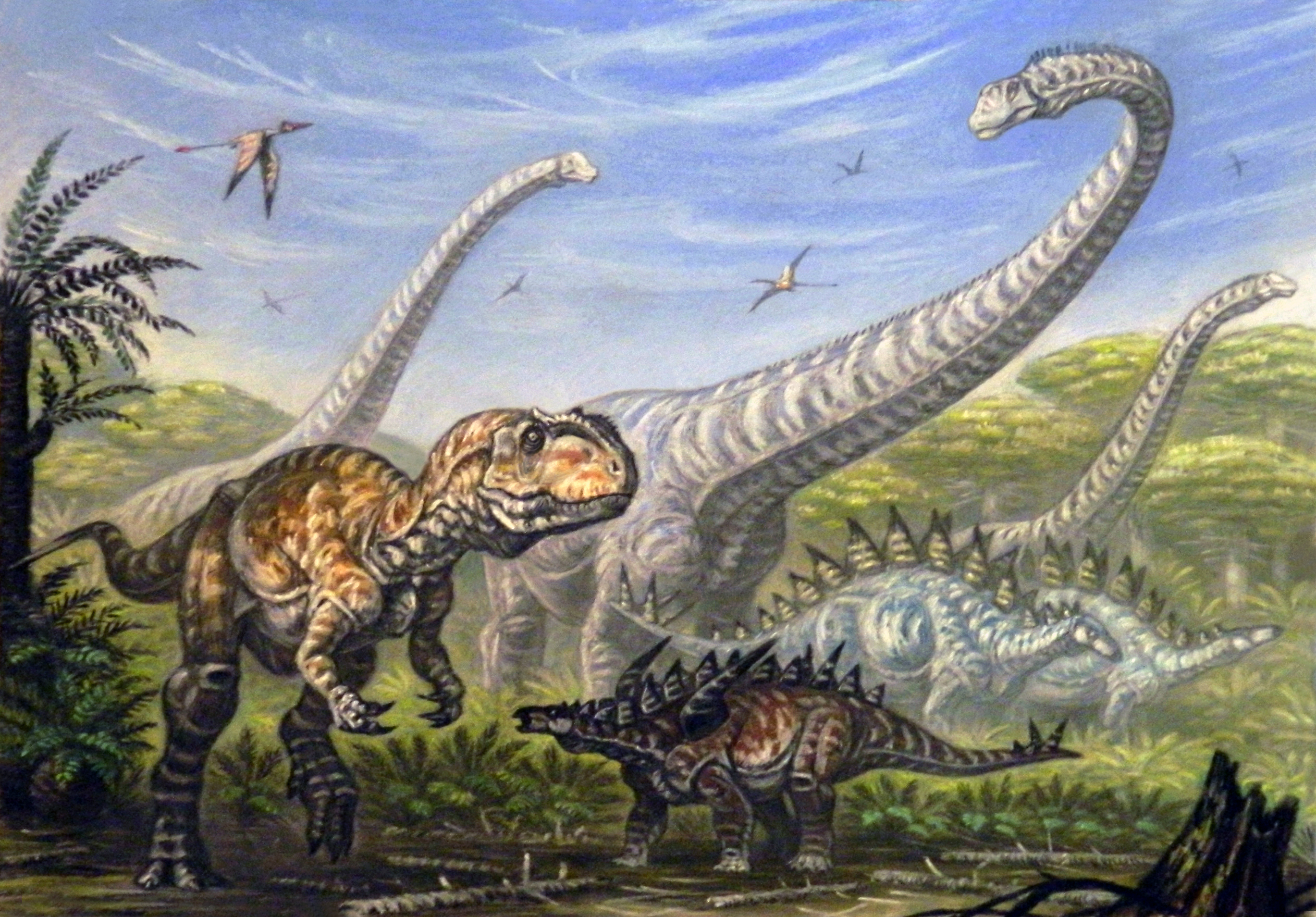
大山鋪組生態系復原圖，下方劍龍類即為巨刺龍

大眾對於巨刺龍的了解，始於2006年Tracy Ford認為牠們是個有效分類，並公佈一篇簡短的文章來重建巨刺龍。Ford認為早期的巨刺龍重建將巨刺龍的肩刺上下顛倒，他的新重建則是將肩刺稍微朝上，尾端高於巨刺龍的背部。在2006年，蘇珊娜·梅德曼特與魏光飚的晚侏羅紀中國劍龍類研究中，也將四川巨刺龍視為有效分類，但並未重新敘述牠們，因為該骨骸正被自貢恐龍博物館的工作人員研究中。在2005年，中國古生物學家彭光照等人已重新研究過巨刺龍。
正模標本（編號ZDM 0019）發現於上沙廟組，地質年代相當於牛津階。化石是一個部分身體骨骼、下頜，缺少頭顱骨、後肢、尾巴末端，可能是個亞成年個體。除了身體骨頭以外，還發現骨板、尖刺、鱗甲。左肩膀保存了皮膚痕跡。自從1996年以來，正模標本的骨骼模型已在自貢市展出中。在2005年，彭光照在四川自貢市富全鎮發現第二個標本，是一個骨盆。
根據彭光照的重新研究，巨刺龍是種中型劍龍類。在2010年，葛瑞格利·保羅（Gregory S. Paul）估計巨刺龍的身長約4.2公尺，體重估計約700公斤。巨刺龍的明顯特徵是相當小的骨板與大型肩刺，大約是肩胛骨的兩倍長。頸部骨板小、呈三角形。頭部相對地叫大，下頜每邊約有30顆牙齒。臀部寬廣，四節薦椎與第一節尾椎的下方尖刺癒合成一塊骨板。前肢粗壯。
在2008年，邢立達等人研究巨刺龍的皮膚痕跡，這塊皮膚痕跡面積約414平方公分，排列模式為中間為一塊五角形鱗片、周圍是13到14塊六角形鱗片，每塊鱗片的直徑約5.7到9.2公厘。
最近的研究顯示巨刺龍是劍龍亞目中最基礎的物種。彭光照等人將巨刺龍歸類於華陽龍科。

## 外部連結
- Gigantspinosaurs at Thescelosaurus!, under Stegosauridae i.s.